# Parque nacional La Güira

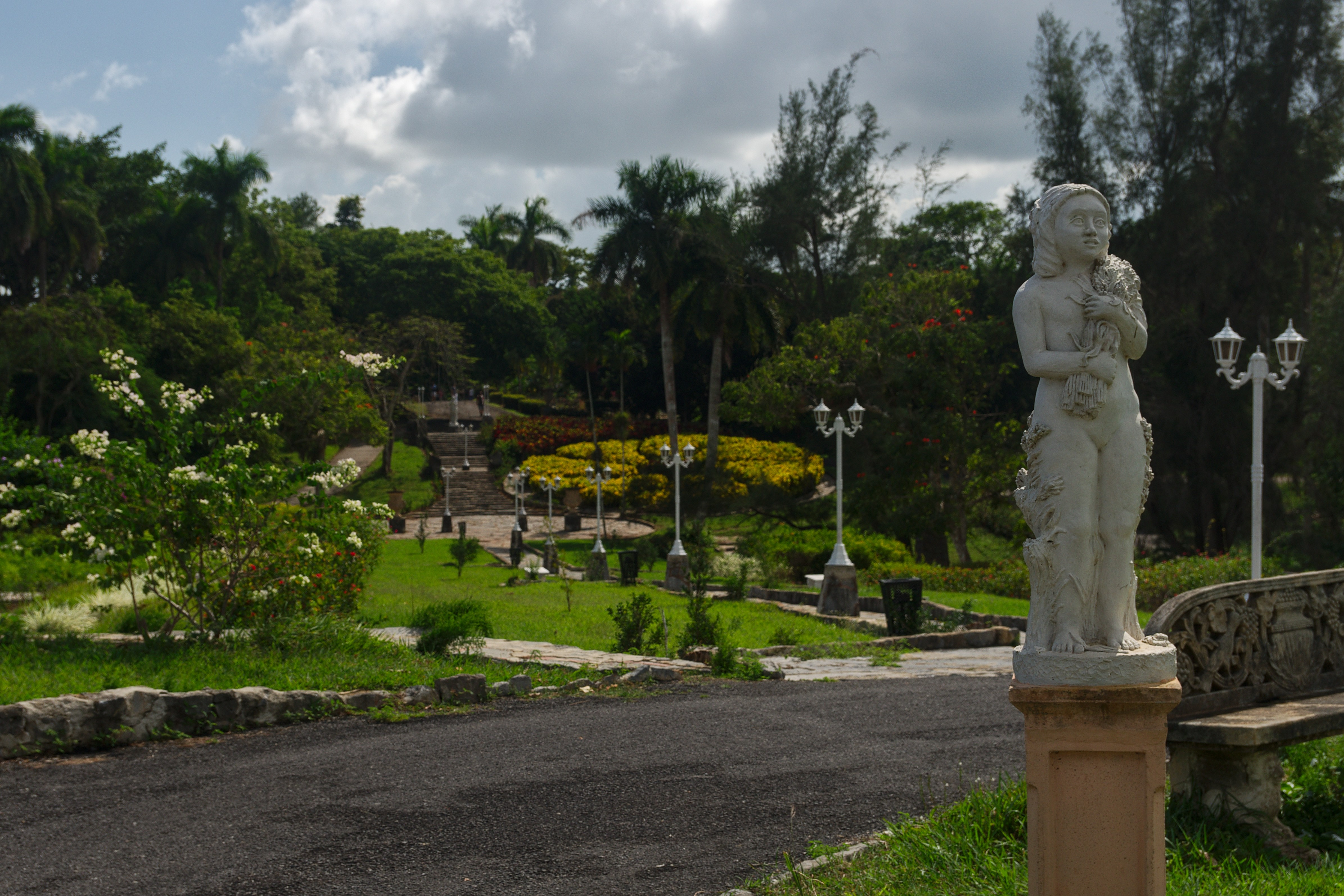
Parque Nacional La Güira, Cuba.

El Parque Nacional La Güira  es un parque nacional en la provincia de Pinar del Río, Cuba. El mismo abarca 54,000 acres de bosques montanos  en la Sierra de los Órganos.

## Historia
El parque nacional se encuentra en terrenos que fueran propiedad del rico terrateniente y político, José Manuel Cortina, que comerciaba maderas preciosas y que debió exiliarse en 1959 y cuyas propiedades le fueran confiscadas. Su mansión y jardines se encuentran en ruinas.  Durante la crisis de los misiles en 1962, el Che Guevara, había fijado su residencia en la zona denominada Cuevas de los Portales. Crisis.

## Cueva de los Portales
Está considerado uno de los sitios más bonitos de Cuba. Un río ha trabajado la roca, formando tres cuevas interconectadas. Las cuevas son de grandes proporciones, y son fáciles de acceder. 
El Che Guevara vivió en la cueva durante la Crisis de los misiles cubanos de 1962. El Che pensó que si las tropas norteamericanas bombardeaban el resto de Cuba, desde aquí podría encabezar una resistencia contra los invasores.